# Délı̨nę
Délı̨nę – miejscowość w Kanadzie, w Terytoriach Północno-Zachodnich, nad Wielkim Jeziorem Niedźwiedzim. Według danych na rok 2020 liczyła 558 mieszkańców.